# تماشاخانه سنگلج
تماشاخانه سنگلج یک تماشاخانه در تهران است در محله سنگلج در خیابان بهشت در ضلع جنوبی پارک شهر. تماشاخانهٔ سنگلج در اوایل دههٔ ۱۳۴۰ با زیر بنای ۱۰۳۴ مترمربع و در کنار باغ سنگلج توسط مهندس بابائیان ساخته شد و به وزارت فرهنگ و هنر وقت واگذار شد. این تماشاخانه که در ابتدا ۲۵ شهریور نام داشت، در ۱۸ مهرماه سال ۱۳۴۴ همراه با اولین جشنواره نمایش‌های ایرانی افتتاح شد. اولین نمایش اجرا شده در این تماشاخانه نمایش امیر ارسلان نوشته ی پرویز کاردان و کارگردانی علی نصیریان بود و همچنین نمایش پهلوان اکبر می‌میرد نوشته ی بهرام بیضایی و کارگردانیِ عبّاس جوانمرد در روزهای دوازدهم و سیزدهم این جشنواره به نمایش درآمد.
آثار نویسندگان بزرگی همچون بهرام بیضایی، اکبر رادی و محمود استادمحمد در تماشاخانه سنگلج روی صحنه رفته‌اند. جعفر والی، عبّاس جوانمرد و علی نصیریان از جمله مهم‌ترین کارگردانانی هستند که نمایش‌های خود را در قالب رپرتوار هنر ملی در تماشاخانه سنگلج روی صحنه برده‌اند.
نمایش «آماس» نوشته و کارگردانی آرش سنجابی از روز  ۱۲ مرداد اجرای خود را در تماشاخانه سنگلج آغاز کردند
از نمایش‌های مهمی که در اوایل کارِ این تماشاخانه بر صحنه رفت میراث و ضیافت کارِ بهرام بیضایی را می‌توان نام برد که در آذر ماه ۱۳۴۶ اجرا شد.
مدیریت تماشاخانه در سال ۱۳۵۹ به وزارت فرهنگ و ارشاد اسلامی واگذار شد و به پیشنهاد جمشید مشایخی نام آن به دلیل ساخت آن در محله سنگلج به تماشاخانه سنگلج تغییر کرد. این سازه در تاریخ ۲ آذر ۱۳۸۸ به شماره ۲۷۴۶۹ در فهرست آثار ملی ثبت شد.